# Гадевич Юрій Ярославович
Ю́рій Яросла́вович Гаде́вич  — старший лейтенант Збройних сил України, 80-та аеромобільна бригада.

## Життєпис
Випускник Академії сухопутних військ імені гетьмана Петра Сагайдачного.
У складі бригади понад 2 місяці обороняв Луганський аеропорт. На фронті з 14 квітня, воював 6 місяців без відпустки. Брав участь у спецоперації під Слов'янськом, служив під Ізюмом, штурмував блокпости, визволяв міста й села Донбасу.

## Нагороди
15 липня 2014 року — за особисту мужність і героїзм, виявлені у захисті державного суверенітету та територіальної цілісності України, вірність військовій присязі під час російсько-української війни, відзначений — нагороджений орденом Богдана Хмельницького III ступеня.